# Biathlon-Juniorenweltmeisterschaften 2025
Die Biathlon-Juniorenweltmeisterschaften 2025 (offiziell: IBU Youth/Junior World Championships Biathlon 2025) fanden vom 24. Februar bis zum 5. März 2025 im Skistadion der schwedischen Stadt Östersund statt. Nach 2010 in Torsby wurde die Veranstaltung zum zweiten Mal in Schweden ausgerichtet.
Die Rennen der Juniorenklasse gingen in die Wertungen des IBU-Junior-Cups ein.

## Altersklassen
Athleten der Jugendklasse durften auch in der Juniorenklasse starten. Ein Wechsel der Altersklasse während der Meisterschaften war nur für die Staffel möglich.
| Altersklasse | Jahrgänge              |
| ------------ | ---------------------- |
| Junioren     | 2003, 2004, 2005       |
| Jugend       | 2006, 2007, 2008, 2009 |

Das seit der Saison 2018/19 bestehende Altersklassensystem (Junioren/U22 und Jugend/U19) fand letztmals bei einer Juniorenweltmeisterschaft Anwendung. Zur Saison 2025/26 tritt eine neue Regelung in Kraft, die die Juniorenklasse wieder um ein Jahr auf U21 verkürzt.

## Medaillenspiegel
| Platz | Land        |   |   |   |    |
| ----- | ----------- | - | - | - | -- |
| 1     | Frankreich  | 6 | 6 | 4 | 16 |
| 2     | Norwegen    | 6 | 2 | 2 | 10 |
| 3     | Deutschland | 3 | 5 | – | 8  |
| 4     | Schweden    | 1 | 1 | – | 2  |
| 5     | Tschechien  | 1 | – | 5 | 6  |
| 6     | Österreich  | 1 | – | 1 | 2  |
| 7     | Italien     | – | 1 | 2 | 3  |
| 8     | Polen       | – | 1 | 1 | 2  |
| 9     | Finnland    | – | 1 | – | 1  |
| 9     | Slowakei    | – | 1 | – | 1  |
| 11    | Schweiz     | – | – | 1 | 1  |
| 11    | Slowenien   | – | – | 1 | 1  |
| 11    | Ukraine     | – | – | 1 | 1  |

## Zeitplan
| Datum             | Frauen  | Frauen                            | Männer                            | Männer                            |
| Datum             | Uhrzeit | Wettbewerb                        | Uhrzeit                           | Wettbewerb                        |
| ----------------- | ------- | --------------------------------- | --------------------------------- | --------------------------------- |
| 26. Februar (Mi.) | 13:00   | Einzel Jugend (10 km)             | 16:45                             | Einzel Jugend (12,5 km)           |
| 27. Februar (Do.) | 10:45   | Einzel Juniorinnen (12,5 km)      | 14:30                             | Einzel Junioren (15 km)           |
| 28. Februar (Fr.) | 12:30   | Mixed-Staffel Jugend (4 × 6 km)   | Mixed-Staffel Jugend (4 × 6 km)   | Mixed-Staffel Jugend (4 × 6 km)   |
| 28. Februar (Fr.) | 16:00   | Mixed-Staffel Junioren (4 × 6 km) | Mixed-Staffel Junioren (4 × 6 km) | Mixed-Staffel Junioren (4 × 6 km) |
| 01. März (Sa.)    | 12:00   | Sprint Jugend (6 km)              | 15:20                             | Sprint Jugend (7,5 km)            |
| 02. März (So.)    | 12:45   | Sprint Juniorinnen (7,5 km)       | 16:05                             | Sprint Junioren (10 km)           |
| 03. März (Mo.)    | 10:30   | Massenstart Jugend (9 km)         | 11:30                             | Massenstart Jugend (12 km)        |
| 03. März (Mo.)    | 14:40   | Massenstart Juniorinnen (9 km)    | 15:40                             | Massenstart Junioren (12 km)      |
| 04. März (Di.)    | 11:30   | Staffel Jugend (3 × 6 km)         | 15:00                             | Staffel Jugend (3 × 7,5 km)       |
| 05. März (Mi.)    | 09:30   | Staffel Juniorinnen (4 × 6 km)    | 12:45                             | Staffel Junioren (4 × 7,5 km)     |

## Jugend-Klasse

### Ergebnisse Jugend männlich
| Rang | Name                        |
| ---- | --------------------------- |
| 1    | Antonin Guy                 |
| 2    | Grzegorz Galica             |
| 3    | Léo Carlier                 |
| 4    | Korbinian Kübler            |
| 5    | Camille Grataloup-Manissole |
| 6    | Taras Tarassjuk             |
| 7    | Manuel Contoz               |
| 8    | Leo Gundersen               |
| 9    | Flavio Guy                  |
| 10   | Lukas Tannheimer            |

| Rang | Name                        |
| ---- | --------------------------- |
| 1    | Lukas Tannheimer            |
| 2    | Léo Carlier                 |
| 3    | Tov Røysland                |
| 4    | Korbinian Kübler            |
| 5    | Grzegorz Galica             |
| 6    | Camille Grataloup-Manissole |
| 7    | Arttu Remes                 |
| 8    | Luke Hulshof                |
| 9    | Oskar Bergman               |
| 10   | Antonin Guy                 |

| Rang | Name                        |
| ---- | --------------------------- |
| 1    | Léo Carlier                 |
| 2    | Flavio Guy                  |
| 3    | Camille Grataloup-Manissole |
| 4    | Grzegorz Galica             |
| 5    | Lukas Tannheimer            |
| 6    | Weselin Beltschinski        |
| 7    | Luca Anding                 |
| 8    | Emil Skjellberg             |
| 9    | Luke Hulshof                |
| 10   | Georgi Dschorgow            |

| Rang | Name                                                          |
| ---- | ------------------------------------------------------------- |
| 1    | FrankreichCamille Grataloup-Manissole Antonin Guy Léo Carlier |
| 2    | DeutschlandLuca Anding Lukas Tannheimer Korbinian Kübler      |
| 3    | TschechienJakub Bouška František Jelínek Michael Malek        |
| 4    | ÖsterreichMagnus Steiner Matti Pinter Simon Hechenberger      |
| 5    | KanadaMatus Chlepko Malcolm McCulloch Luke Hulshof            |

### Ergebnisse Jugend weiblich
| Rang | Name             |
| ---- | ---------------- |
| 1    | Ilona Plecháčová |
| 2    | Carlotta Gautero |
| 3    | Manca Caserman   |
| 4    | Amelia Liszka    |
| 5    | Valerie Křížová  |
| 6    | Lola Bugeaud     |
| 7    | Louise Roguet    |
| 8    | Martine Skog     |
| 9    | Leonora Rønhede  |
| 10   | Alice Dusserre   |

| Rang | Name                     |
| ---- | ------------------------ |
| 1    | Martine Skog             |
| 2    | Louise Roguet            |
| 3    | Ilona Plecháčová         |
| 4    | Elsa Tänglander          |
| 5    | Lena Baumann             |
| 6    | Nayeli Mariotti Cavagnet |
| 7    | Amelia Liszka            |
| 8    | Bjørg Eide               |
| 9    | Coralie Perrin           |
| 10   | Sara Tronrud             |

| Rang | Name                    |
| ---- | ----------------------- |
| 1    | Louise Roguet           |
| 2    | Lena Siegmund           |
| 3    | Ilona Plecháčová        |
| 4    | Melina Gaupp            |
| 5    | Lena Baumann            |
| 6    | Sydney-Laureen Wüstling |
| 7    | Martine Skog            |
| 8    | Sophia Imwinkelried     |
| 9    | Carlotta Gautero        |
| 10   | Bjørg Eide              |

| Rang | Name                                                          |
| ---- | ------------------------------------------------------------- |
| 1    | DeutschlandMelina Gaupp Sydney-Laureen Wüstling Lena Siegmund |
| 2    | NorwegenSara Tronrud Bjørg Eide Martine Skog                  |
| 3    | ItalienNayeli Mariotti Cavagnet Gaia Gondolo Carlotta Gautero |
| 4    | UkraineIryna Schewtschenko Polina Puzko Walerija Schejhas     |
| 5    | SchwedenHanna Lidström Elsa Tänglander Emma Larsson           |

### Ergebnisse Mixed
| Mixed-Staffel |                                                                              |
| \| Rang \| Name \| \| ---- \| ---------------------------------------------------------------------------- \| \| 1 \| NorwegenMartine Skog Bjørg Eide Tov Røysland Leo Gundersen \| \| 2 \| DeutschlandLena Siegmund Melina Gaupp Lukas Tannheimer Korbinian Kübler \| \| 3 \| FrankreichLouise Roguet Lola Bugeaud Camille Grataloup-Manissole Léo Carlier \| \| 4 \| KanadaFlora Csonka Cheyenne Tirschmann Malcolm McCulloch Luke Hulshof \| \| 5 \| TschechienHeda Mikolášová Ilona Plecháčová Šimon Hurta Jakub Bouška \| |                                                                              |
| Rang | Name                                                                         |
| 1 | NorwegenMartine Skog Bjørg Eide Tov Røysland Leo Gundersen                   |
| 2 | DeutschlandLena Siegmund Melina Gaupp Lukas Tannheimer Korbinian Kübler      |
| 3 | FrankreichLouise Roguet Lola Bugeaud Camille Grataloup-Manissole Léo Carlier |
| 4 | KanadaFlora Csonka Cheyenne Tirschmann Malcolm McCulloch Luke Hulshof        |
| 5 | TschechienHeda Mikolášová Ilona Plecháčová Šimon Hurta Jakub Bouška          |

## Junioren-Klasse

### Ergebnisse Junioren
| Rang | Name              |
| ---- | ----------------- |
| 1    | Sivert Gerhardsen |
| 2    | Kasper Kalkenberg |
| 3    | James Pacal       |
| 4    | Jakob Kulbin      |
| 5    | Arttu Heikkinen   |
| 6    | Matija Legović    |
| 7    | Fabian Kaskel     |
| 8    | Edgar Geny        |
| 9    | Jakub Borguľa     |
| 10   | Bohdan Borkowskyj |

| Rang | Name              |
| ---- | ----------------- |
| 1    | Håvard Tosterud   |
| 2    | Jakub Borguľa     |
| 3    | Petr Hák          |
| 4    | Kasper Kalkenberg |
| 5    | Matija Legović    |
| 6    | Fabian Müllauer   |
| 7    | Leonhard Pfund    |
| 8    | Sivert Gerhardsen |
| 9    | Axel Garnier      |
| 10   | Christoph Pircher |

| Rang | Name              |
| ---- | ----------------- |
| 1    | Kasper Kalkenberg |
| 2    | Jimi Klemettinen  |
| 3    | Petr Hák          |
| 4    | Andreas Aas       |
| 5    | Bohdan Borkowskyj |
| 6    | Gaëtan Paturel    |
| 7    | Matija Legović    |
| 8    | Sivert Gerhardsen |
| 9    | Thomas Marchl     |
| 10   | Elias Seidl       |

| Rang | Name                                                                    |
| ---- | ----------------------------------------------------------------------- |
| 1    | NorwegenAndreas Aas Sivert Gerhardsen Håvard Tosterud Kasper Kalkenberg |
| 2    | DeutschlandLinus Kesper Fabian Kaskel Elias Seidl Leonhard Pfund        |
| 3    | PolenJakub Potoniec Grzegorz Galica Konrad Badacz Fabian Suchodolski    |
| 4    | SchweizFelix Ullmann Silvano Demarmels James Pacal Matthias Riebli      |
| 5    | ItalienDavide Compagnoni Nicolò Betemps Christoph Pircher Marco Barale  |

### Ergebnisse Juniorinnen
| Rang | Name                   |
| ---- | ---------------------- |
| 1    | Célia Henaff           |
| 2    | Amandine Mengin        |
| 3    | Fabiana Carpella       |
| 4    | Siri Skar              |
| 5    | Estere Volfa           |
| 6    | Ann Kristin Aaland     |
| 7    | Olena Horodna          |
| 8    | Elsa Brandt            |
| 9    | Oleksandra Merkuschyna |
| 10   | Voldiya Galmace-Paulin |

| Rang | Name                   |
| ---- | ---------------------- |
| 1    | Anna Andexer           |
| 2    | Sara Andersson         |
| 3    | Amandine Mengin        |
| 4    | Olena Horodna          |
| 5    | Voldiya Galmace-Paulin |
| 6    | Silje Berg-Knutsen     |
| 7    | Charlotta de Buhr      |
| 8    | Célia Henaff           |
| 9    | Lea Zimmermann         |
| 10   | Estere Volfa           |

| Rang | Name                   |
| ---- | ---------------------- |
| 1    | Sara Andersson         |
| 2    | Anaëlle Bondoux        |
| 3    | Oleksandra Merkuschyna |
| 4    | Amandine Mengin        |
| 5    | Anna Nędza-Kubiniec    |
| 6    | Anna Millinger         |
| 7    | Ann Kristin Aaland     |
| 8    | Lora Christowa         |
| 9    | Ksenija Prychodko      |
| 10   | Walentina Dimitrowa    |

| Rang | Name                                                                              |
| ---- | --------------------------------------------------------------------------------- |
| 1    | FrankreichCélia Henaff Voldiya Galmace-Paulin Anaëlle Bondoux Amandine Mengin     |
| 2    | DeutschlandCharlotte Gallbronner Lea Zimmermann Alma Siegismund Charlotta de Buhr |
| 3    | NorwegenAnn Kristin Aaland Siri Skar Guro Ytterhus Silje Berg-Knutsen             |
| 4    | UkraineTetjana Tarassjuk Oleksandra Merkuschyna Ksenija Prychodko Olena Horodna   |
| 5    | ItalienFabiana Carpella Birgit Schölzhorn Francesca Brocchiero Ilaria Scattolo    |

### Ergebnisse Mixed
| Mixed-Staffel |                                                                             |
| \| Rang \| Name \| \| ---- \| --------------------------------------------------------------------------- \| \| 1 \| DeutschlandAlma Siegismund Charlotta de Buhr Fabian Kaskel Linus Kesper \| \| 2 \| FrankreichVoldiya Galmace-Paulin Amandine Mengin Gaëtan Paturel Edgar Geny \| \| 3 \| ÖsterreichWilma Anhaus Anna Andexer Thomas Marchl Fabian Müllauer \| \| 4 \| NorwegenAnn Kristin Aaland Siri Skar Kasper Kalkenberg Sivert Gerhardsen \| \| 5 \| UkraineOleksandra Merkuschyna Olena Horodna Bohdan Borkowskyj Serhij Suprun \| |                                                                             |
| Rang | Name                                                                        |
| 1 | DeutschlandAlma Siegismund Charlotta de Buhr Fabian Kaskel Linus Kesper     |
| 2 | FrankreichVoldiya Galmace-Paulin Amandine Mengin Gaëtan Paturel Edgar Geny  |
| 3 | ÖsterreichWilma Anhaus Anna Andexer Thomas Marchl Fabian Müllauer           |
| 4 | NorwegenAnn Kristin Aaland Siri Skar Kasper Kalkenberg Sivert Gerhardsen    |
| 5 | UkraineOleksandra Merkuschyna Olena Horodna Bohdan Borkowskyj Serhij Suprun |